# Мой муж — гений
«Мой муж — гений» — фильм российского режиссёра Татьяны Архипцовой. Драма, основанная на книге воспоминаний вдовы Льва Ландау — Конкордии Терентьевны Дробанцевой. Премьера состоялась в 2008 году. Исполнители главных мужской и женской ролей Даниил Спиваковский и Ксения Громова были удостоены премии ТЭФИ за актёрскую работу.

## Сюжет
Жизнь Льва Давидовича Ландау, советского физика, лауреата Нобелевской премии, жившего в эпоху «развитого социализма», сообразуясь с собственными представлениями о свободе и морали.

## В ролях
- Даниил Спиваковский — Лев Ландау
- Ксения Громова — Кора Ландау-Дробанцева
- Людмила Чурсина — Конкордия Ландау-Дробанцева в старости
- Вячеслав Гришечкин — Липкин
- Алексей Анохин — Судаков
- Полина Кутепова — Вера Судакова
- Мария Сёмкина — Гера
- Екатерина Крупенина — Ирина Рыбникова
- Вадим Райкин — Меркулов, заместитель наркома НКВД
- Николай Рябков — профессор Капица

## Дополнительная информация
- Был показан по «Первому каналу» 14 ноября 2008 года.

## Критика
Академику Виталию Гинзбургу фильм настолько не понравился, что он назвал его  лживым.